# Anetz
Anetz (bretonisch: Arned) ist eine Ortschaft und eine Commune déléguée in der französischen Gemeinde Vair-sur-Loire mit 2.163 Einwohnern (Stand: 1. Januar 2022) im Département Loire-Atlantique in der Region Pays de la Loire. Die Einwohner werden Anetziens genannt.
Seit dem 1. Januar 2016 ist sie gemeinsam mit der ehemaligen Gemeinde Saint-Herblon fusioniert und Teil der Commune nouvelle Vair-sur-Loire. Sie gehörte zum Arrondissement Ancenis.

## Geographie
Anetz liegt etwa 42 Kilometer ostnordöstlich von Nantes auf halber Strecke nach Angers am rechten Ufer der Loire sowie am Fluss Boire Torse, der hier einmündet.

## Bevölkerungsentwicklung
| 1962                       | 1968 | 1975 | 1982 | 1990 | 1999 | 2006 | 2013 |
| -------------------------- | ---- | ---- | ---- | ---- | ---- | ---- | ---- |
| 604                        | 687  | 955  | 1211 | 1285 | 1368 | 1584 | 2019 |
| Quellen: Cassini und INSEE |      |      |      |      |      |      |      |

## Sehenswürdigkeiten
- Kirche Saint-Clément
- Schloss Le Plessis-de-Vair aus dem 17./18. Jahrhundert, Monument historique
- Große Zehntscheune, Reste einer Zisterzienser-Priorei
- Polissoir du Champ des Pierres

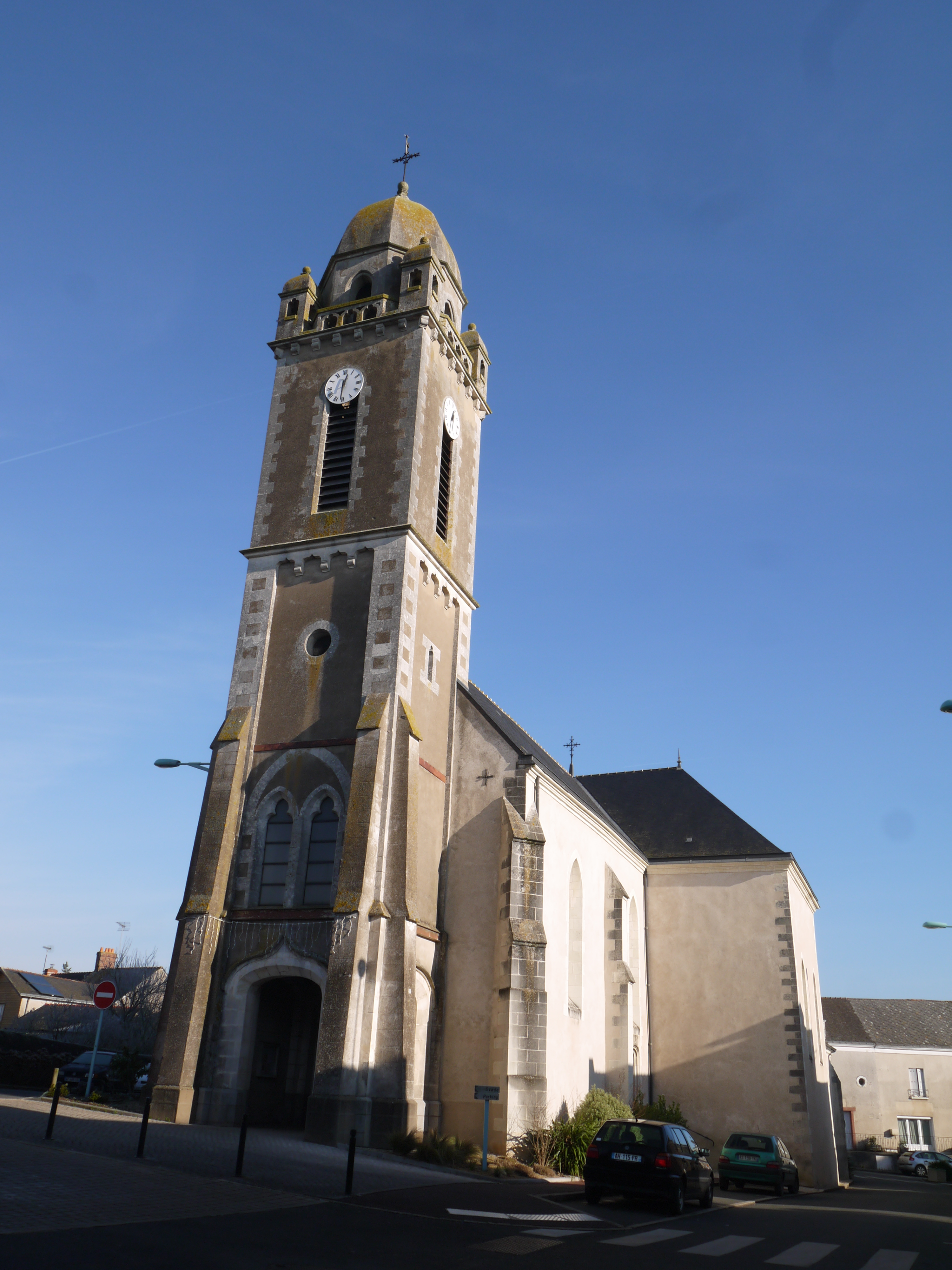
Kirche Saint-Clément
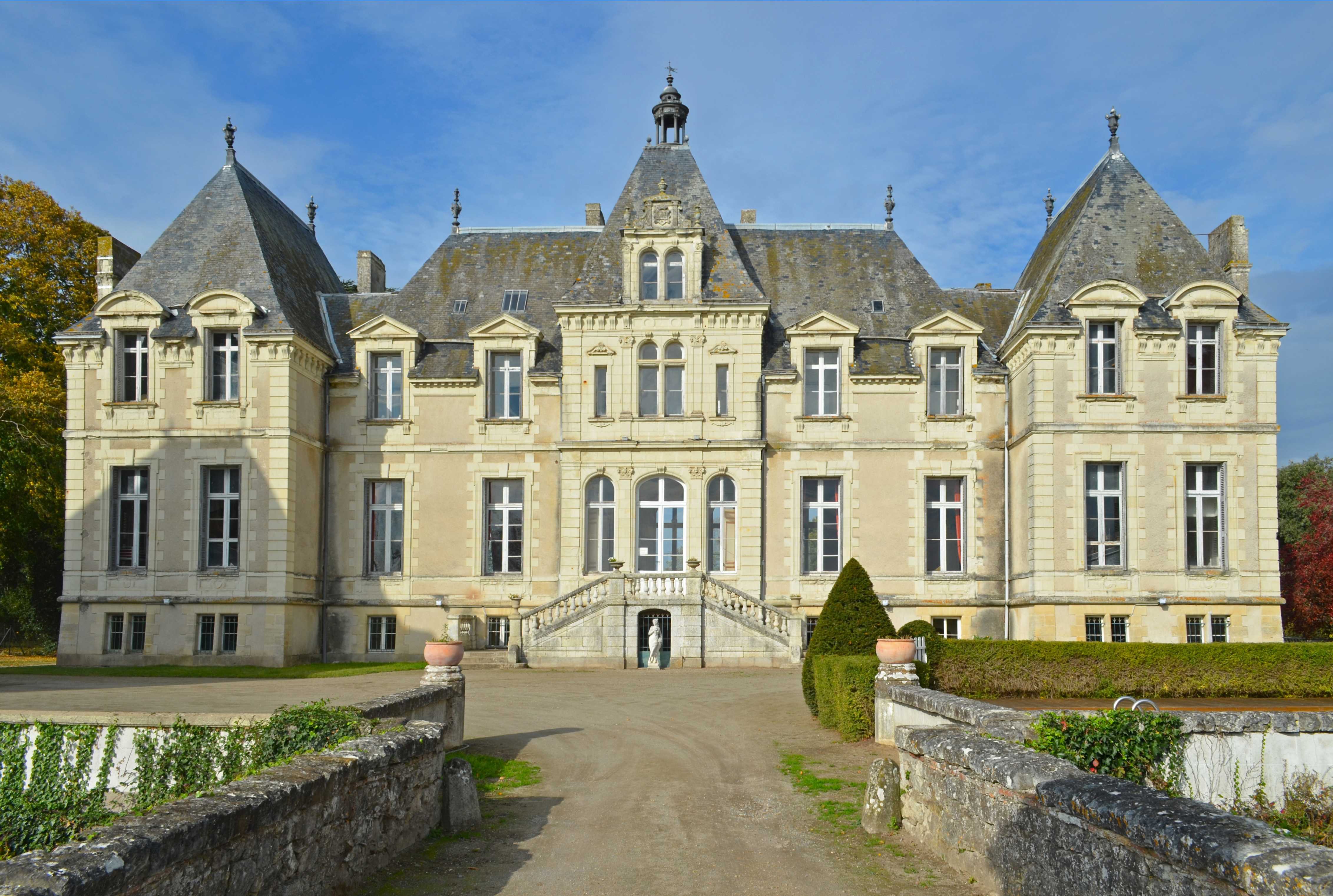
Schloss Le Plessis-de-Vair